# UFC sur ABC : Hill contre Rountree Jr.
UFC sur ABC : Hill contre Rountree Jr. (également désigné UFC sur ABC 8 ) est un événement d'arts martiaux mixtes produit par l'Ultimate Fighting Championship qui a eu lieu le 21 juin 2025 au Baku Crystal Hall à Bakou, en Azerbaïdjan.

## Contexte

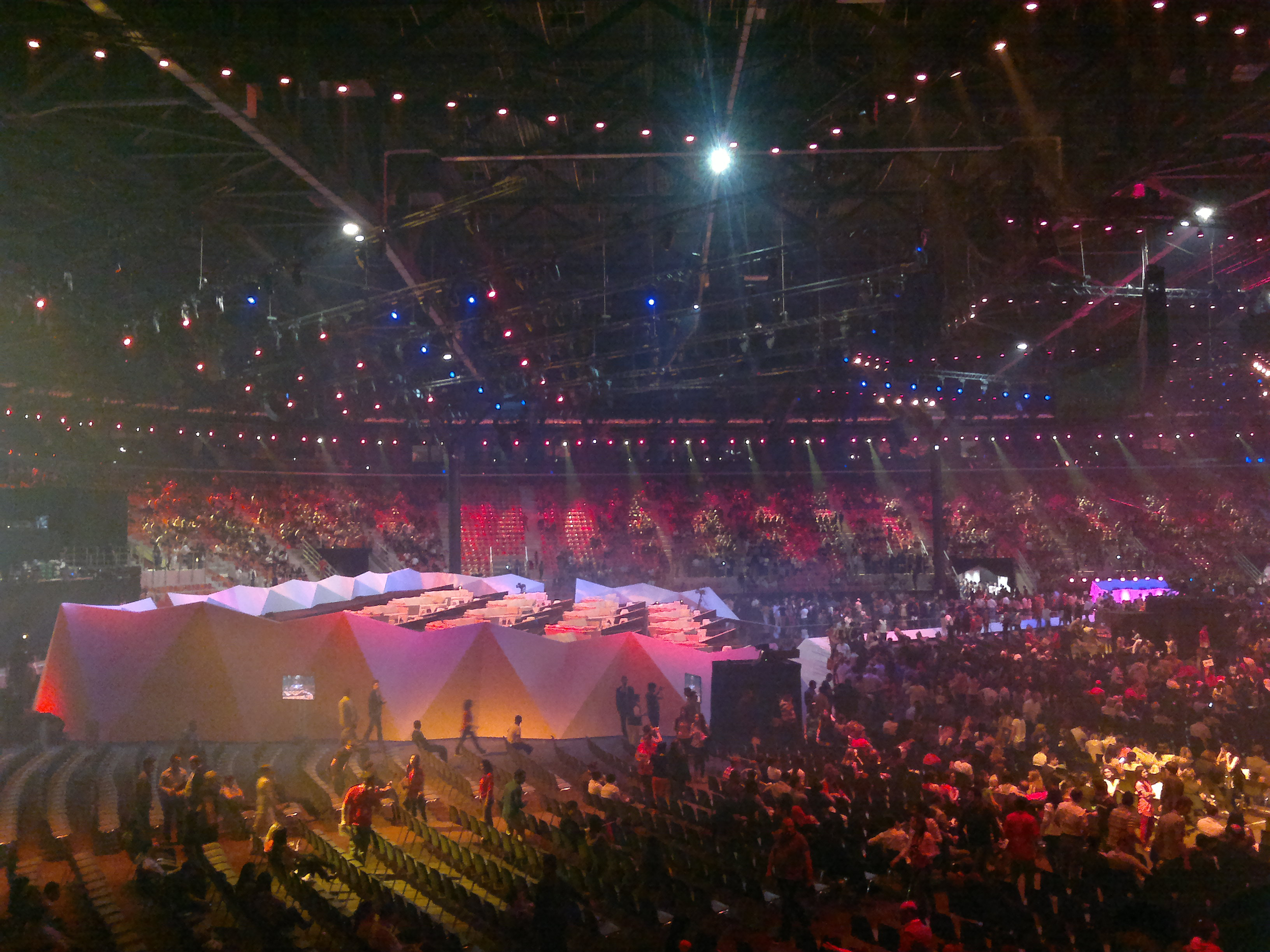
Vue intérieure du Baku Crystal Hall. Le centre accueillera les débuts de la promotion en Azerbaïdjan, qui sera le 31e pays à organiser un événement UFC.

Un combat de poids mi-lourd entre l'ancien champion des poids mi-lourds de l'UFC Jamahal Hill et l'ancien challenger au titre Khalil Rountree Jr. a été la tête d'affiche de l'événement. Le duo devait initialement se rencontrer à l'UFC 303 en juin 2024, mais le combat avait été annulé car Rountree s'est retiré de l'événement après avoir ingéré involontairement de la DHEA dans un supplément contaminé,. Ils ont ensuite été programmés pour faire la une de l'UFC sur ESPN : Machado Garry contre Prates en avril, mais Hill s'est retiré en raison d'une blessure persistante à la jambe,.
L'événement co-principal devait être un combat de poids mouche entre Tagir Ulanbekov et l'ancien challenger du championnat poids mouche de l'UFC Kyoji Horiguchi (qui est également un ancien poids mouche RIZIN et deux fois champion poids coq RIZIN, ainsi qu'ancien champion du monde poids coq Bellator ). Horiguchi ferait son retour promotionnel pour la première fois depuis novembre 2016. À son tour, Horiguchi s'est retiré pour des raisons non divulguées et a été remplacé par Azat Maksum.
Un combat de poids lourds entre l'ancien challenger intérimaire du championnat des poids lourds de l'UFC Curtis Blaydes et le nouveau venu promotionnel Rizvan Kuniev s'est tenu lors de cet événement. Le duo était initialement prévu pour l'UFC Fight Night : Cejudo vs. Song, il a été déplacé vers l'UFC 313 : Pereira contre Ankalaev et finalement annulé quelques heures avant l'événement après que Blaydes se soit retiré en raison d'une maladie non divulguée,. Le combat a ensuite été reprogrammé pour l'UFC Fight Night : Burns vs. Morales, mais a ensuite été déplacé à cet événement pour des raisons inconnues.
Deux autres combats étaient également prévus pour la Soirée de combat UFC : Burns contre Morales et ont été déplacés à cet événement pour des raisons non divulguées : un combat de poids moyen entre Park Jun-yong et Ismail Naurdiev, et un combat de poids lourd entre Hamdy Abdelwahab et le vainqueur poids lourd de The Ultimate Fighter : Team Peña vs. Team Nunes, Mohammed Usman,.
Initialement prévu en poids légers, le combat entre Tofiq Musayev et Myktybek Orolbai s'est déroulé en poids convenu 74 kg, les deux concurrents ayant dépassé la limite des poids légers hors titre lors des pesées. Il a été révélé après l'événement que le changement était lié au fait qu'Orolbai n'était pas en mesure de réduire tout le poids pendant la semaine de combat, augmentant ainsi la limite de poids pour le combat.

## Résultats
| Carte principale (ESPN)         | Carte principale (ESPN) | Carte principale (ESPN) | Carte principale (ESPN) | Carte principale (ESPN)                  | Carte principale (ESPN) | Carte principale (ESPN) | Carte principale (ESPN) |
| Catégorie                       |                         |                         |                         | Méthode                                  | Round                   | Chrono.                 | Notes                   |
| ------------------------------- | ----------------------- | ----------------------- | ----------------------- | ---------------------------------------- | ----------------------- | ----------------------- | ----------------------- |
| Poids Lourds-Légers             | Khalil Rountree Jr.     | déf.                    | Jamahal Hill            | Décision (unanime) (49–46, 50–45, 50–45) | 5                       | 5:00                    |                         |
| Poids Légers                    | Rafael Fiziev           | déf.                    | Ignacio Bahamondes      | Décision (unanime) (30–27, 30–27, 30–27) | 3                       | 5:00                    |                         |
| Poids Lourds                    | Curtis Blaydes          | déf.                    | Rizvan Kuniev           | Décision (divisée) (28–29, 29–28, 29–28) | 3                       | 5:00                    |                         |
| Poids Convenu (74 kg)           | Myktybek Orolbai        | déf.                    | Tofiq Musayev           | Soumission (kimura)                      | 1                       | 4:35                    |                         |
| Poids Légers                    | Nazim Sadykhov          | déf.                    | Nikolas Motta           | TKO (coups de poings)                    | 2                       | 4:17                    |                         |
| Poids Plumes                    | Muhammad Naimov         | déf.                    | Bogdan Grad             | Décision (unanime) (29–28, 29–28, 29–28) | 3                       | 5:00                    |                         |
| Carte préliminaire (ESPN/ESPN+) |                         |                         |                         |                                          |                         |                         |                         |
| Poids Coq                       | Ko Seok-hyun            | déf.                    | Oban Elliott            | Décision (unanime) (30–27, 30–27, 30–27) | 3                       | 5:00                    | a.                      |
| Poids Moyens                    | Park Jun-yong           | déf.                    | Ismail Naurdiev         | Décision (unanime) (29–26, 29–26, 29–25) | 3                       | 5:00                    |                         |
| Poids Coq Femmes                | Daria Zheleznyakova     | déf.                    | Melissa Mullins         | Décision (unanime) (29–28, 30–27, 30–27) | 3                       | 5:00                    |                         |
| Poids Coq Femmes                | Klaudia Syguła          | déf.                    | Irina Alekseeva         | Décision (unanime) (30–27, 30–27, 30–27) | 3                       | 5:00                    |                         |
| Poids Mouches                   | Tagir Ulanbekov         | déf.                    | Azat Maksum             | Décision (unanime) (29–28, 30–27, 30–27) | 3                       | 5:00                    |                         |
| Poids Lourds                    | Mohammed Usman          | déf.                    | Hamdy Abdelwahab        | Décision (unanime) (29–28, 29–28, 29–28) | 3                       | 5:00                    |                         |

a. 2 points ont été enlevés à Naurdiev au round 2 pour un coup de genou illégal.

## Récompenses bonus
Les combattants ci-dessous ont reçu chacun deux boni de 50 000 $, pour un total de 100 000 $ :
- Combat de la soirée : Nazim Sadykhov contre Nikolas Motta
- Performance de la soirée : Nazim Sadykhov et Nikolas Motta